# Валенте, Хосе Анхель
Хосе́ А́нхель Вале́нте (исп. José Ángel Valente, 25 апреля 1929, Оренсе, Галисия, Испания − 18 июля 2000, Женева, Швейцария) — испанский поэт «поколения пятидесятых годов», эссеист, переводчик, писал на испанском и галисийском языках.

## Биография и творчество
Учился на юридическом факультете в Университете Сантьяго-де-Компостела, на факультете романской филологии в университете Комплутенсе, преподавал испанскую филологию в Оксфорде. С 1958 года проживал в Швейцарии, после 1980 года делил своё время между Испанией, Швейцарией и Францией. За новеллу «Генеральская форма» был в 1972 году обвинен франкистским правительством в оскорблении чести испанской армии.
Дебютировав вместе с социально-ориентированным «поколением 1950-х», Анхель Валенте скоро ушёл в сторону минималистской метафизической лирики, развивал традиции испанских поэтов-мистиков (Хуан де ла Крус, Тереса де Хесус, Мигель де Молинос), их философию слова и несказанного, о которой много писал как эссеист, обращался к каббалистической символике. Переводил английских, французских, итальянских, немецкоязычных поэтов (Д. Донн, Дж. Китс, Дж. М. Хопкинс, К. Кавафис, П. Целан, Э. Монтале, Унгаретти, Э. Жабес), перевёл роман А. Камю «Посторонний» (1996), сотрудничал с крупными современными художниками (А. Саура, А. Тапиес, Э. Чильида, Х. Камачо, В. Адами, Юрген Партенхаймер), писал о Грюневальде и Босхе. Был в дружеских отношениях с Марией Самбрано, Максом Аубом, Хуаном Гойтисоло, Хосе Лесамой Лимой, Х. Л. Борхесом.

## Признание
Один из наиболее крупных испанских поэтов второй половины XX века. Лауреат премий фонда Пабло Иглесиаса (1984), Принца Астурийского (1988), Королевы Софии (1998). Стихи переведены на английский, французский, немецкий, португальский, итальянский, чешский, русский языки. Полное собрание его сочинений издано под редакцией Андреса Санчеса Робайны. Кафедра поэтики и эстетики в университете г. Сантьяго-де-Компостела носит имя Хосе Анхеля Валенте. «Маленький реквием» его памяти написал современный испанский композитор Маурисио Сотело (2006), он еще несколько раз обращался к сочинениям поэта.

## Произведения

### Стихотворения
- A modo de esperanza/ В образе надежды (1955, Премия «Адонаис»).
- Poemas a Lázaro/ Стихи для Лазаря (1960, Премия каталонской критики).
- La memoria y los signos/ Память и знаки (1966).
- Breve son/ Краткий звук (1968).
- Material memoria/ Воплощенная память (1979).
- Tres lecciones de tinieblas/ Три ночных урока (1980, Премия критики).
- Mandorla/ Мандорла (1982).
- Al Dios del lugar/ Посвящается богу места (1989).
- Nadie/ Никто (1996)
- Fragmentos de un libro futuro/ Фрагменты будущей книги (2000, Национальная литературная премия, посмертно).

### Проза
- El fin de la edad de plata/ Конец серебряного века (1973, проза)

### Эссе
- Las palabras de la tribu / Наречие племени (1971)
- La piedra y el centro/ Камень и средоточие (1983).
- Variaciones sobre el pájaro y la red/ Вариации на тему птицы и клетки (1991, о мистике и живописи)

### Сводные издания
- Punto cero. Barcelona: Barral, 1972 (собрание стихотворений)
- «El fin de la edad de plata» seguido de «Nueve enunciaciones». Barcelona: Tusquets, 1995 (собранная проза).
- Cántigas de alén. Compostela: Consorcio de Santiago, 1996 (стихи на галисийском языке)
- El Fulgor. Antología poética (1953—2000)/ Seleccion y prologo de Andrés Sánchez Robayna. Barcelona: Galaxia Gutenberg/ Círculo de Lectores, 1998 (2-е изд. 2002)
- Obra poética. 1/2. Madrid: Alianza, 1999.
- Elogio del calígrafo/ Barcelona: Galaxia Gutenberg / Círculo de Lectores , 2002 (избранные эссе об искусстве).
- Cuadernos de versiones. Barcelona: Galaxia Gutenberg, 2002 (избранные переводы)
- La experiencia abisal. Barcelona: Galaxia Gutenberg / Círculo de Lectores, 2004 (избранные эссе о словесности и культуре)

## Переводы на русский язык
- Стихи/ Пер. С. Гончаренко// Из современной испанской поэзии. М.: Прогресс, 1979, с.241-282.
- Открытое письмо Хосе Лесаме Лиме// Уральская новь, 1998, № 3.
- Другой Борхес// Иностранная литература, 1999,№ 9.
- Стихи в переводе Анны Орлицкой Архивная копия от 16 июня 2017 на Wayback Machine
- Поэзия и изгнание Архивная копия от 2 января 2014 на Wayback Machine